# (4749) Ledzeppelin
(4749) Ledzeppelin es un asteroide perteneciente al cinturón de asteroides, descubierto el 22 de noviembre de 1989 por Nobuhiro Kawasato desde el Uenohara Observatory, Japón.

## Designación y nombre
Designado provisionalmente como 1989 WE1. Fue nombrado Ledzeppelin en honor a la banda musical del Reino Unido Led Zeppelin que con sus nueve álbumes se convirtieron en uno de los grupos más influyentes en la historia del rock. 

## Características orbitales
Ledzeppelin está situado a una distancia media del Sol de 3,007 ua, pudiendo alejarse hasta 3,320 ua y acercarse hasta 2,695 ua. Su excentricidad es 0,103 y la inclinación orbital 10,75 grados. Emplea 1905 días en completar una órbita alrededor del Sol.

## Características físicas
La magnitud absoluta de Ledzeppelin es 11,8. Tiene 14,343 km de diámetro y su albedo se estima en 0,179.